# Batoe Bahara Urung
Batoe Bahara Urung fou una confederació (urung) d'estats natius de les Índies Orientals Holandeses a la residència de la Costa Oriental de l'illa de Sumatra, regència de Batoe Bahara. Està formada per cinc estats cadascun governat per un datu (cap):
- Batoe Bahara Urung Lima Puloh, de 148 km²
- Batoe Bahara Urung Tanah Datar, de 84 km²
- Batoe Bahara Urung Lima Laras, de 230 km²
- Batoe Bahara Urung Boga, de 5 km²
- Batoe Bahara Urung Pesisir, de 15 km²